# Агид I
Агид I (на старогръцки: Ἆγις) е в гръцката митология легендарен цар на Спарта през 11 век пр.н.е. (ок. 1061 – 1059 пр.н.е. или 930 – 900 пр.н.е.), основател на династията Агиди.
Той е син на цар Евристен от Хераклидите, праправнук на Херакъл и основател на владетелската династия Еврипонтиди.
Агид I е баща на Ехестрат и Амфхикъл, вероятно и на Ликург.
Агид I става цар на Спарта след смъртта на баща му около 1061 пр.н.е. и управлява една или две години. Неговия син Ехестрат го наследява на трона.